# Graptodytes
Graptodytes é um género de escaravelho da família Dytiscidae.
Este género contém as seguintes espécies:
- Graptodytes aequalis
- Graptodytes atlantis
- Graptodytes bilineatus
- Graptodytes castilianus
- Graptodytes concinnus
- Graptodytes delectus
- Graptodytes flavipes
- Graptodytes fractus
- Graptodytes granularis
- Graptodytes ignotus
- Graptodytes kuchtae
- Graptodytes pietrii
- Graptodytes pictus
- Graptodytes sedilloti
- Graptodytes varius
- Graptodytes veterator